# قادر طالباني
قادر طالباني (مواليد 1 يونيو 1986) ممثل نرويجي كردي ولد في كركوك، العراق. بعد أن انخرطت عائلته في تأسيس حزب الاتحاد الوطني الكردستاني عام 1975، عاش الطالباني في المنفى في مواقع مختلفة في الشرق الأوسط. وانتقل قادر إلى النرويج في عام 1999 مع عائلته. 
بدأ قادر التمثيل في عام 2009. أنهى درجة البكالوريوس كجزء من برنامج Det Multinorske عام 2014. بدأ العمل في Det Norske Teatret في عام 2014، وكان في ثلاث مراحل إنتاج في ذلك العام: Elva som deler byen (النهر الذي يقسم المدينة) من إخراج Harry Guttormsen, Hvem er redd (الذي يخاف) للمخرج Lasse Kolsrud، و أندريه فيردنسكريج (الحرب العالمية الثانية) للمخرج إريك أولفسبي. كما شارك في الفيلم الطويل Bare Tjue، من إخراج ماريوس سورفيك .      

## روابط خارجية
المدونة الرسمية قادر طالباني، منسق وسائل التواصل الاجتماعي